# 克羅伊約赫山 (基茨比爾阿爾卑斯山脈)
47°15′06″N 11°58′57″E / 47.25167°N 11.9825°E

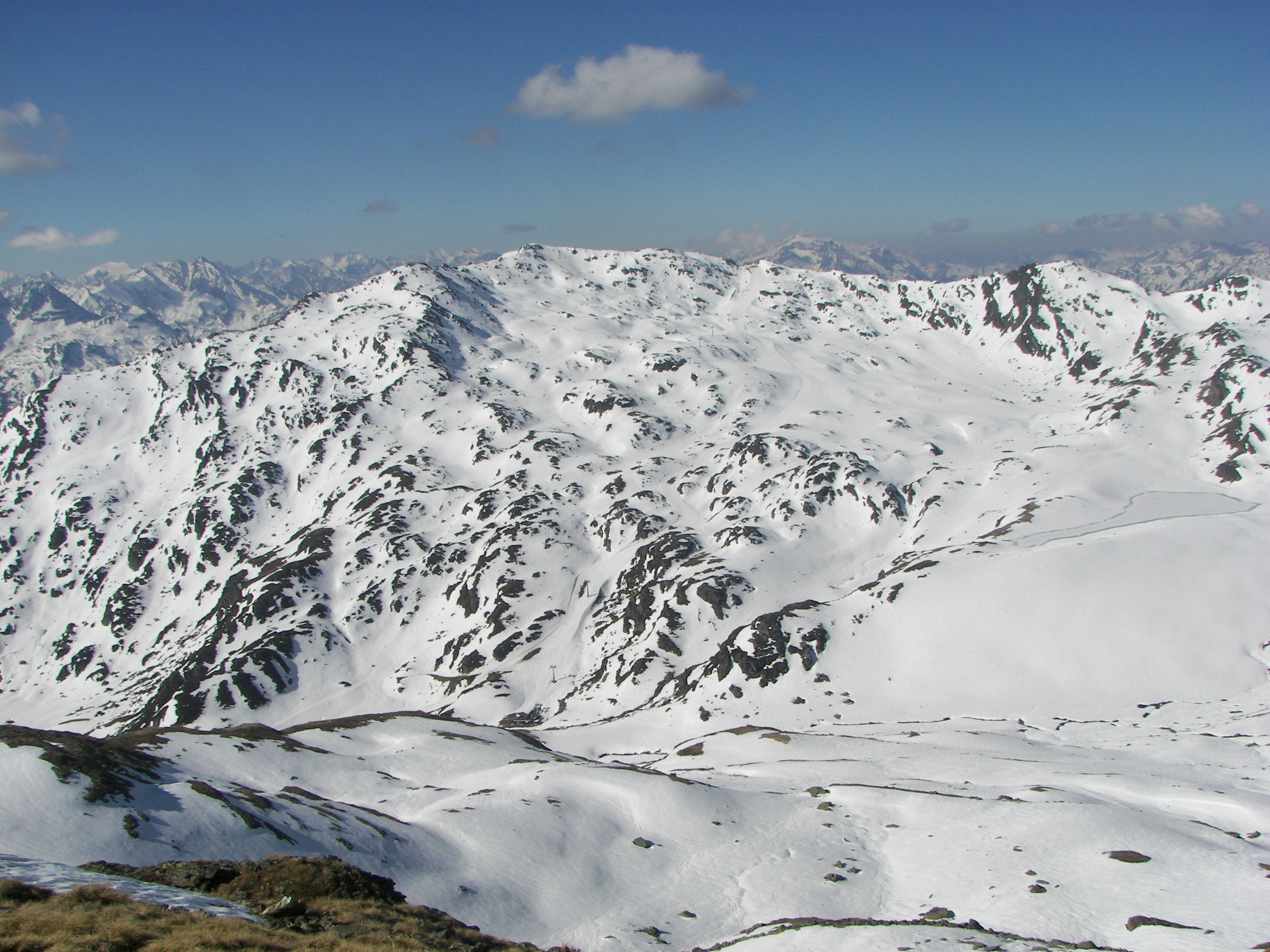

克羅伊約赫山（德語：Kreuzjoch），是奧地利的山峰，位於該國西部，由蒂羅爾州負責管轄，屬於基茨比爾阿爾卑斯山脈的一部分，海拔高度2,558米，每年平均降雨量1,971毫米。